# Herbert Noser
Herbert Noser (* 10. April 1961 in Glarus) ist ein Schweizer Fussballspieler.

## Werdegang
Noser war seit 1979 Stammspieler des Teams des FC Glarus und spielte im Laufe seiner Karriere nie für einen anderen Verein. Mit Noser stieg die erste Mannschaft des FC Glarus in der Saison 1981/82 in die 2. Liga auf, 1986/87 in die 1. Liga, und 1987/88 für vier Jahre in die NLB (heute Challenge League).
Noser stand in der Startelf des FC Glarus, als dieser im NLB-Spiel am 13. August 1988 (Saison 1988/89) den FC Basel im Stadion St. Jakob  mit 1:2 bezwang. Am 24. Mai 2008 wurde der FC Glarus Veteranen-Schweizer-Meister und Veteranen-Cup-Sieger (Senioren 40+). 
Noser ist Zimmermann mit eigenem Unternehmen (Noser Holzbau AG in Mitlödi). Er war und ist ein überzeugter Schnauzträger. Dies führte dazu, dass im Vorfeld des Finalspiels um den Veteranen-Schweizer-Meister-Titel in Kerzers FR die Mitspieler planten, ihm im Falle des Titelgewinns den Schnauz abzurasieren. Im Siegesrausch ging dieses Vorhaben vergessen.